# Ex quo Ecclesiam
Ex quo Ecclesiam es una encíclica del Papa Pío VII publicada el 24 de mayo de 1800, en la que el pontífice concede una indulgencia plenaria a todos los fieles por dos semanas y la remisión de los pecados de quienes habían hecho determinadas prácticas de piedad.
En dicho documento, el Papa expresa que, debido a la agitación política y de armas por la que pasaba Europa, no había sido posible realizar el Jubileo del año 1800, época por cierto idónea no solo por el cambio de siglo, sino que también por los efectos de fascinación y fervor religioso que dicha fecha incitaba en los fieles; en efecto, no fue posible anunciar la vigilia de Navidad en 1799 debido principalmente a que la Santa Sede se encontraba vacante luego de la muerte de Pío VI, quien se encontraba exiliado en Francia por orden de Napoleón.